# Judita (Marko Marulić)
Judita je najbolj znano delo Marka Marulića in prvi umetniški ep hrvaške književnosti, ki se prepeva v hrvaščini in se zgleduje po zgodbi iz Stare zaveze. Sestavljen je iz šestih napevov in skupno 2126 dvojnih rim. Napisal jo je leta 1501, izšla pa leta 1521, za časa njegovega življenja pa je bila še dvakrat ponatisnjena. Opažena je bila zunaj meja Hrvaške in prevedena v številne svetovne jezike.
Značilnost knjige je obsežno epsko pisanje, ki se močno opira na zgodovino Stare zaveze, a se hkrati opira na nedavne vojne dogodke, ki pa so bili lokalno prežeti z obleganjem Splita s strani Turčije. Nenavadno pisanje, ki prepleta tako starozavezno rodoslovje in zavezanost žensk čistosti, zvestobi in plemenitosti, a hkrati razmeroma žalosten svet atentatov in nasilja, je sestavljeno iz šestih knjig, avtor pa tudi prilaga pedagoški komentar, ki bi pomagal bralcu.  
Zgodba govori o Juditi, ki pomaga svojemu narodu tako da se s pomočjo svoje lepote udinja v vojaški tabor v bližino vojaškega vodje, le-tega opije, mu odreže glavo in prinese to glavo svojemu upornemu ljudstvu. Vojaki umrlega vojaka pobegnejo iz mesta, mesto pa je osvobojeno.     

### Prevodi
(nepopoln seznam) 
- Angleščina [1]
- Madžarščina
- Italijanščina  [2]
- Francoščina
- Litovščina [3]

### Sodobniki in pomen
Judita je najpomembnejše Marulićevo delo in najpomembnejše delo hrvaške humanistične in renesančne literature. Razen na Hrvaškem je bil po vsej Evropi prepoznan kot viden sodobnik Shakespearovim ali Dantejevim delom, predvsem pa gre za eden zgodnjih izdelkov visoke literature, ki ni pisan v latinščini, temveč v splitski čakavščini. Delo pa je še vedno srednjeveško v smislu dela, ki se opira predvsem biblijske vire in za navdih kliče samega Jezusa, a novoveško v smislu dela, ki opisuje mestno obleganje in poskuša biti junaški ep Eneide, četudi je njegova glavna junakinja neobičajno ženskega spola, kar je veliko odstopanje. Najbolj sodoben pa je zahteven slog: dvakratna rima v dvanajstercu.